# Pelliculage
 (novembre 2023).
Si vous disposez d'ouvrages ou d'articles de référence ou si vous connaissez des sites web de qualité traitant du thème abordé ici, merci de compléter l'article en donnant les références utiles à sa vérifiabilité et en les liant à la section « Notes et références ».
Le pelliculage (ou plus souvent et plus justement appelé laminage) consiste à appliquer à l'aide d'une pelliculeuse ou machine de pelliculage un film plastique sur une surface. Les produits finis peuvent être de petite taille (couvertures de livres ou de magazines, affiches, plaquettes publicitaires, étuis cosmétiques, menus, objets de PLV..., ou de volume beaucoup plus important (trains, avions...).
Cette opération est une opération dite de finition ou de traitement de surface imprimée.
Pour information, la chaîne graphique se compose du prépresse qui consiste à concevoir le document à imprimer, puis de l'impression et enfin du façonnage souvent appelé Print FInishing consistant à donner au produit sa forme finale (livre, brochure, fiche produit, affiche, étui...).
Dans le domaine du traitement industriel des semences, les semenciers parlent de pelliculage pour désigner l'enrobage de semences (de maïs par exemple) par une enveloppe contenant des pesticides (fongicides, nématicide, insecticide) tels que le fipronil par exemple.

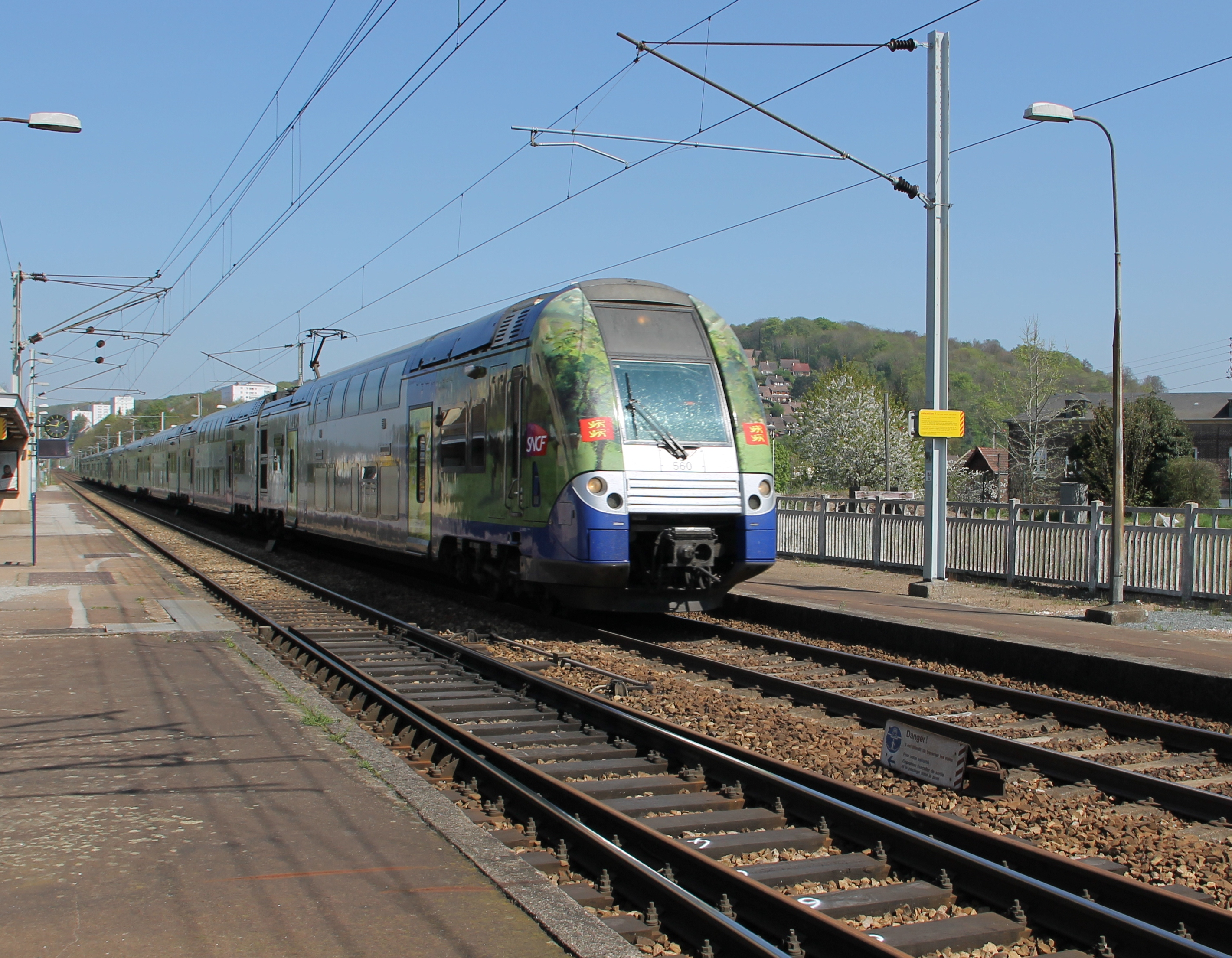
TER 2N Normandie pelliculé «Train de l'impressionnisme»

## Intérêt du pelliculage
Le pelliculage présente un intérêt différent selon les objets auxquels il s'applique.
- Il peut augmenter la durée de vie du produit traité en lui permettant de mieux résister aux agressions et en facilitant des traitements ultérieurs .
- Il rend le produit plus attractif en améliorant son aspect qualitatif.
- Il fait du produit un support publicitaire.

## Modes d'application
Il existe deux grands principes d'application de ce film plastique.

### Pelliculage traditionnel dithumide
C'est le premier et le plus ancien. Il consiste à utiliser une machine qui encolle le film puis applique le film encollé sur le papier à pelliculer.
Les colles utilisées sont les suivantes :
- Les colles solvant : ces colles ne sont quasiment plus utilisées en raison de leur nocivité, des risques d'incendie et des réglementations environnementales en vigueur.
- Les colles à eau : ces colles ont remplacé les colles solvant car elles sont simples à utiliser, très flexibles, adaptées à tous types de substrats ou films et pas nocives. Elles sont très présentes chez les pelliculeurs et spécialistes du packaging.
- Les colles UV : ces colles ont l'avantage d'être appliquées à froid et réticulent sous rayonnement UV. Toutefois, elles sont contraignantes quant au support papier, ont souvent une odeur résiduelle qui les rend impropres pour le pelliculage de packaging de biens alimentaires ou parfums et ne peuvent pelliculer que des supports transparents.
- Les colles Solventless ou sans solvant : elles sont intéressantes pour leur coût réduit mais demandent un calage machine long, un temps d'attente après pelliculage variant de 12 à 24h et une grande expertise de la part des opérateurs. À noter que certaines machines récentes (Modulo SF Ecosystem) permettent de réduire les temps de préparation, nettoyage et calage. Elles permettent également de rendre le séchage plus rapide et l'aspect brillant.

### Pelliculage thermique ditdry
Le second procédé consiste à appliquer un film déjà enduit d'une colle réactivable à chaud et qui s'applique par pression : ce procédé est appelé le dry ou le pelliculage à chaud ou encore le pelliculage thermique.
Il est très simple d'utilisation, écologique, et permet une grande productivité. Cependant, le coût du pelliculage est élevé avec ce procédé et il existe peu de variétés de film différentes.

## Types de film
Les grandes catégories de films de pelliculage sont :
les films polypropylène (OPP), les films polytéréphtalate d'éthylène (PET), les films acétate de cellulose et les films polyester.
Chacun de ces films est plus ou moins bien adapté à une ou plusieurs transformations ultérieures particulières et présente des avantages et des inconvénients qu'il faut maîtriser ou anticiper. Il existe aussi le film PLA (acide polylactique) fait à base de plante végétale (maïs). Cette pellicule est biodégradable et compostable.
Leur aspect peut être brillant, mat ou satiné.
Cependant, des traitements spéciaux de métallisation ou d'application de vernis permettent d'obtenir un film doré, argenté, coloré, à diffraction, holographique.